# Random Access Memories
Random Access Memories es el cuarto y último álbum de estudio del dúo francés Daft Punk. Se publicó oficialmente el 17 de mayo en Australia, el 20 de mayo en Reino Unido y el 21 de mayo de 2013 en Estados Unidos, bajo licencia de Daft Life. La grabación comenzó cuando el dúo preparaba la banda sonora de la película Tron: Legacy, sin un plan claro en cuanto a lo que sería su estructura. Después de anunciar su nuevo contrato con Columbia Records, Daft Punk empezó a promocionar el nuevo álbum con carteles, anuncios televisivos y series para internet.
Considerado su trabajo más exitoso, Random Access Memories rinde homenaje a la música estadounidense de la década de 1970 y la primera parte de los 80s, particularmente al sonido de Los Ángeles durante esa época. Daft Punk grabó el álbum en gran parte con orquesta en vivo con sesiones musicales y con un uso limitado de máquinas de percusión, sintetizador modular y antiguos vocoders de época. El álbum contiene un gran número de colaboradores, entre ellos se destacan: Panda Bear, Chilly Gonzales, DJ Falcon, Julian Casablancas, Todd Edwards, Paul Williams, Pharrell Williams y Nile Rodgers. El álbum recibió críticas positivas.
Durante la primera mitad de 2013, vendió 614 000 copias en los Estados Unidos, donde se convirtió en el décimo álbum más vendido durante dicho periodo. El álbum ganó los premios por Álbum del año, Mejor álbum de dance/electrónica y Mejor ingeniería de grabación no-clásica en la quincuagésima sexta entrega de los Grammy, mientras que el sencillo «Get Lucky» ganó por Grabación del año y Mejor interpretación vocal de pop dúo/banda.
El 22 de febrero de 2023, Daft Punk anunció la edición del 10° aniversario de Random Access Memories, el cual fue lanzado el 11 de mayo del mismo año en Spotify.
El 17 de noviembre de 2023, Daft Punk anunció la edición de Random Access Memories sin nada de percusión

## Antecedentes
«La idea fue realmente teniendo este deseo de tocar una batería en vivo, además de cuestionar, de verdad, ¿por qué y cuál es la magia de los samples? [...] Se nos ocurrió que probablemente es una colección de muchos parámetros diferentes, de interpretaciones increíbles, el estudio, los lugares donde se grabó, los artistas, el arte, el hardware, los ingenieros de sonido, los ingenieros de mezcla, y a todo el proceso de producción de estas grabaciones que se llevaron una gran cantidad de esfuerzo y tiempo para hacerlo».
Thomas Bangalter

La elaboración de su cuarto álbum de estudio comenzó en 2008 con una serie de experimentaciones musicales, mientras que también iniciaban el proyecto de la banda sonora de Tron: Legacy, así como dijo Bangalter en dicho tiempo: "Hacer música para una película es una lección de humildad. Hemos estado trabajando sobre algo de nuestra música concurrentemente". Daft Punk trabajó en el álbum con la colaboración del cantante y compositor Pharrell Williams y el líder del grupo Chic, Nile Rodgers. En dos entrevistas dadas por Williams, mencionó su colaboración en el disco y que el proyecto estuvo en producción desde 2008. Por otra parte, Rodgers mencionó en una entrevista que se reunió con el dúo francés para discutir una colaboración para el nuevo álbum. Más tarde, Williams dijo que el disco sería publicado en el mes de junio pero después se confirmó que no hay fecha exacta para el álbum.
En mayo de 2012, se anunció que Giorgio Moroder colaboró con el dúo grabando un monólogo sobre su vida en una cabina de grabación que contenía micrófonos de los años sesenta, setenta y actuales, los cuales representan las décadas de la vida de Moroder.
Nathan East, miembro del grupo Fourplay, anunció en una entrevista que le realizó Guitar World que trabajó con el dúo en el proyecto del nuevo material discográfico. En enero de 2013, Rodgers habló sobre sus colaboraciones con Daft Punk en su sitio oficial y declaró que: «Cuando ponga un pie en Japón mis colaboraciones con Daft Punk estarán comenzando a golpear los tímpanos de la gente».

### Grabación

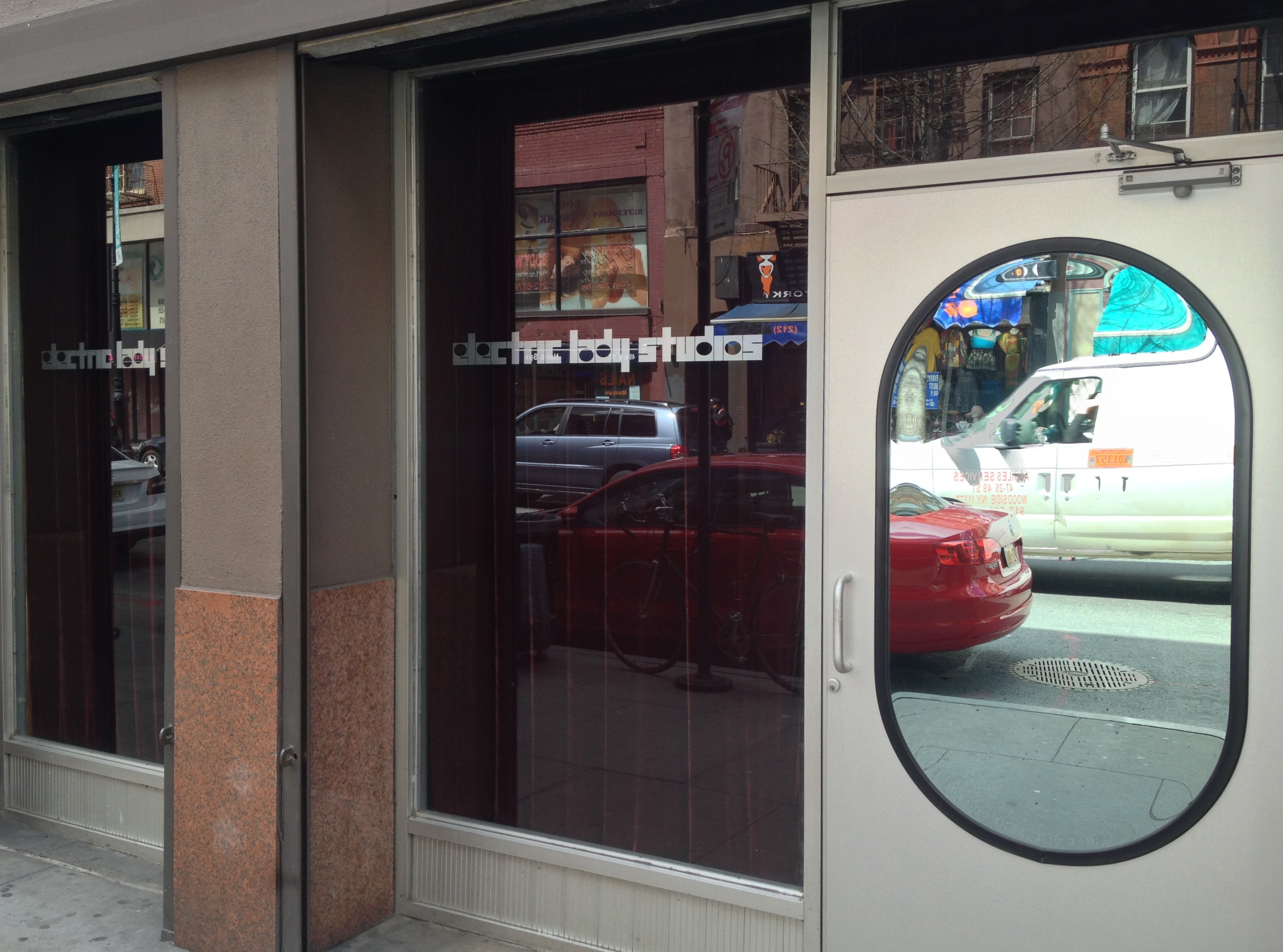
Electric Lady Studios, uno de los cinco estudios donde el álbum fue grabado.

El álbum fue grabado en Henson Recording Studios, Conway Recording Studios y Capitol Studios en California, Electric Lady Studios en Nueva York y Gang Recording Studios en París, Francia. Habiendo trabajado con el tecladista Chris Caswell en Tron:Legacy, el dúo enlistó a él y conectó con ingenieros y otra sesión de instrumentos para su próximo álbum. Daft Punk reclamó a ellos que si deseaban evitar más sonidos comprimiendo sonidos de percusión en favor de estar "abierto" de los sonidos de percusión de los años 80 y 90, que el dúo considera la época más atractiva. Bangalter aclaró que «no es que no podamos hacer cosas con un sonido loco y futurista, pero queríamos jugar con el pasado».
El dúo señaló que los músicos de la sesión estaban entusiasmados por reunirse en el contexto del nuevo álbum y el prestigio percibido de los lugares de estudio.
El baterista Omar Hakim reclamó y preguntó a Daft Punk para tocar en el álbum, y fue sorprendido ya que ellos lo buscaban a él. Él al principio asumió que el dúo quería el trabajo de tambor electrónico, puesto que Hakim había hecho una cierta programación de batería en su carrera. Daft Punk en su lugar especificó que estaban buscando grabar a Hakim ejecutando riffs de batería acústica que el dúo había concebido. En lugar de reproducir toda la estructura de una canción, Hakim realizó patrones individuales durante periodos prolongados, creando así una biblioteca para el dúo de la  podía nutrirse. Daft Punk transmitió sus ideas a los músicos de la sesión a través de partituras y, en algunos casos, tarareando melodías. Bangalter tarareó una compleja línea de batería y bajo a Hakim, que la reprodujo y mejoró para el tema Giorgio by Moroder.

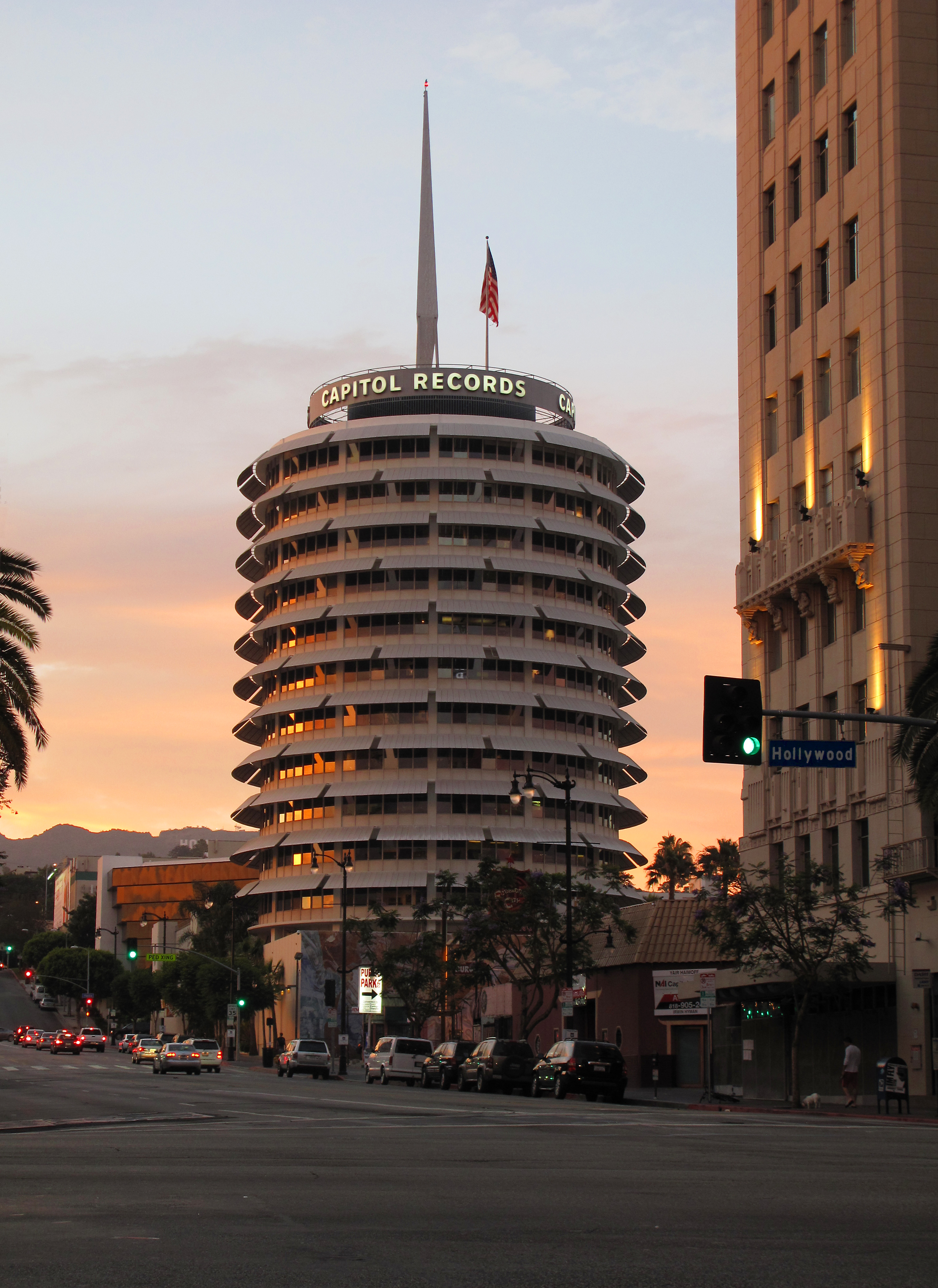
Algunos lugares de Los Ángeles incluyendo Capitol Studios fueron usados para grabar el álbum.

La mayoría de las sesiones vocales tuvieron lugar en París, mientras que las secciones rítmicas se grabaron en los Estados Unidos. diversas actuaciones de acompañamiento, como una sección de trompas, instrumentos de viento-madera, una orquesta de cuerda y un coro. Se grabaron partes orquestales para casi todos los temas, pero sólo se utilizaron para unos pocos en el álbum completo. El uso de tales intérpretes y lugares supuso un gran gasto económico, como señaló Bangalter: "Hubo un tiempo en que la gente que tenía medios para experimentar lo hacía, ¿sabes? De eso va este disco". Calculó un coste de más de un millón de dólares, pero consideró que la cifra no era importante. Bangalter afirmó que las sesiones fueron financiadas por Daft Punk, lo que les permitió el lujo de abandonar el proyecto si así lo hubieran deseado. También indicó que «hay canciones en el álbum que viajaron a cinco estudios durante dos años y medio».
Varios efectos de sonido fueron grabados con la ayuda de expertos en Warner Bros. Bangalter señaló un ejemplo en el que el sonido de un restaurante concurrido se logró colocando micrófonos delante de los tenedores de un grupo de personas. En otro caso, el efecto del goteo de agua se grabó en un plató (ese efecto se utilizó en la canción «Motherboard» que es la pista 10). El uso de la electrónica se limitó a cajas de ritmos que sólo aparecen en dos pistas, un gran sintetizador modular Modcan construido a medida e interpretado en directo por el dúo, y vocoders vintage. Cuando se le preguntó cuál de los dos miembros de Daft Punk realizó las voces robóticas en el álbum, Bangalter expresó que no importaba. El dúo produjo la mayoría de las pistas del vocoder en su propio estudio privado en París, con un procesamiento posterior realizado por Mick Guzauski en Capitol. Moroder explicó que Daft Punk tardaría «una semana o así» para encontrar un sonido de vocoder adecuado, y unos días más para grabar las letras.
Aunque el dúo consideró que los preajustes y parámetros de las herramientas digitales inhibirían la creatividad y la innovación, admitieron que Random Access Memories no podría haberse hecho en ausencia total de la tecnología informática. Las sesiones se grabaron simultáneamente en bobinas Ampex y como pistas con Pro Tools; Daft Punk y Guzauski escuchaban entonces cada grabación en iteraciones analógicas y digitales, decidiendo cuál de las dos preferían.Posteriormente, el dúo editaba los elementos con Pro Tools de forma similar a como trabajaban con las muestras. En una entrevista realizada en noviembre de 2012 por la revista Guitar World, el miembro de Fourplay Nathan East mencionó que contribuyó en el proyecto. El percusionista Quinn también declaró que tocó en «cada tambor/es que él posee» para el álbum. El trabajo de la guitarra Pedal Steel en el disco fue realizado por Greg Leisz. Daft Punk trató de utilizar el instrumento de una forma que se situara entre lo electrónico y lo acústico. Otros músicos de sesión fueron John "J.R." Robinson, Paul Jackson, Jr. Robinson, Paul Jackson, Jr., James Genus, Thomas Bloch y Chris Caswell.

## Lanzamiento y promoción

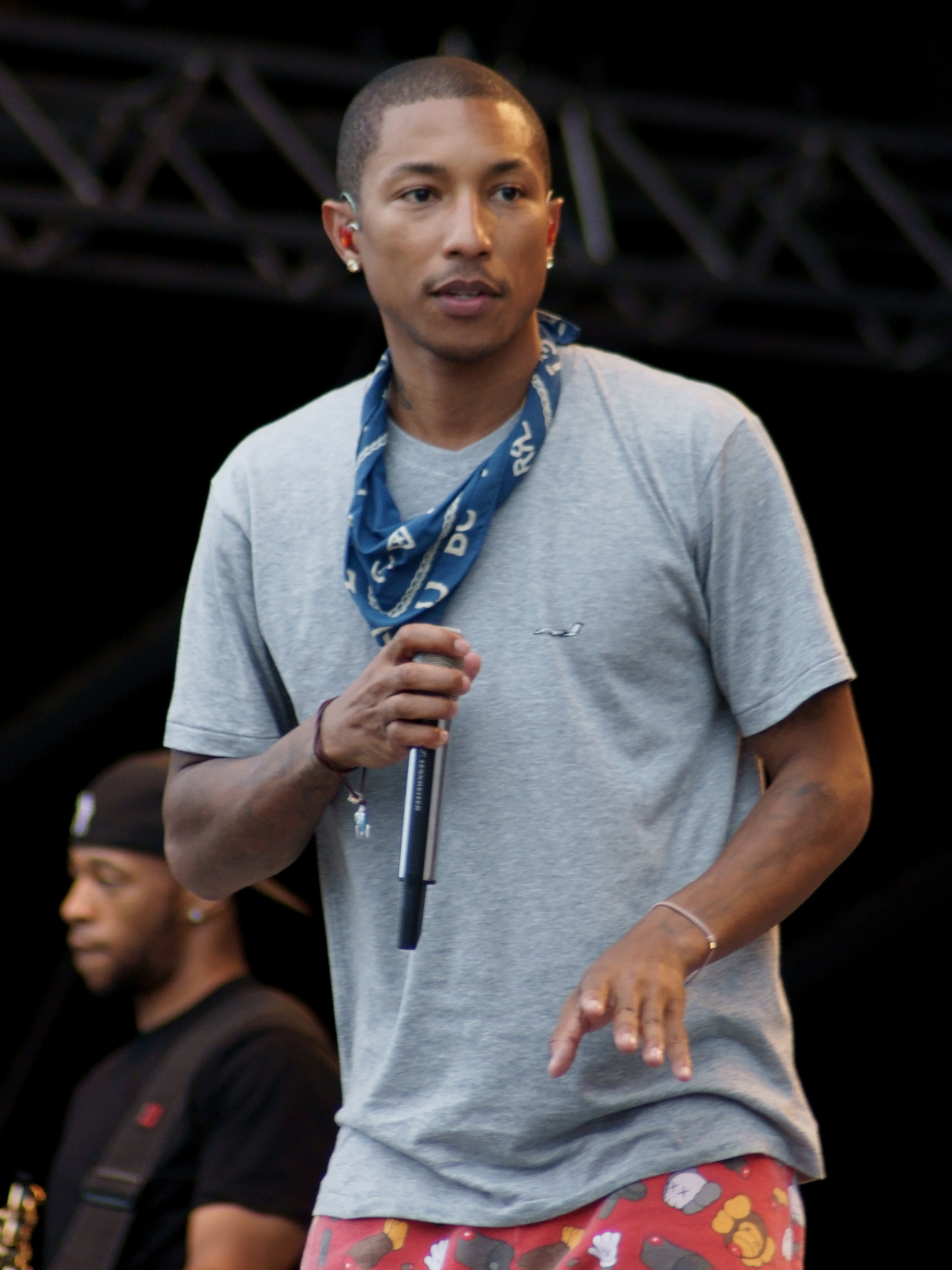
Pharrell Williams

En enero de 2013, Guy-Manuel de Homem-Christo reveló por primera vez que Daft Punk estaba en proceso de firmar un contrato con Sony Music a través del sello discográfico Columbia Records y que el álbum sería publicado en la primavera del mismo año. El 28 de febrero, el sitio web de Daft Punk y su sitio oficial en Facebook anunció su incorporación a Columbia Records con la imagen de los cascos del dúo y el logo de Columbia en la esquina derecha de la imagen.
Finalmente, el disco se filtró el 13 de mayo de 2013 por Internet, ocho días antes de su lanzamiento oficial. En respuesta, dos horas más tarde el grupo habilitó la escucha de manera gratuita en iTunes Store.

## Lista de canciones
Los 13 nombres oficiales de las canciones fueron revelados en un video oficial de Vine, el cual fue hecho por Columbia Records y fue publicado el 16 de abril de 2013.

| N.º   | Título                    | Escritor(es)                                                                                | Duración |  |
| 1.    | «Give Life Back to Music» | Thomas Bangalter, Guy-Manuel de Homem-Christo, Paul Jackson, Jr., Nile Rodgers              | 4:34     |  |
| 2.    | «The Game of Love»        | Bangalter, De Homem-Christo                                                                 | 5:21     |  |
| 3.    | «Giorgio by Moroder»      | Bangalter, De Homem-Christo, Giorgio Moroder                                                | 9:04     |  |
| 4.    | «Within»                  | Bangalter, Jason Chilly Gonzales Beck, De Homem-Christo                                     | 3:48     |  |
| 5.    | «Instant Crush»           | Bangalter, Julian Casablancas, De Homem-Christo                                             | 5:37     |  |
| 6.    | «Lose Yourself to Dance»  | Bangalter, De Homem-Christo, Rodgers, Pharrell Williams                                     | 5:53     |  |
| 7.    | «Touch»                   | Bangalter, Chris Caswell, De Homem-Christo, Paul Williams                                   | 8:18     |  |
| 8.    | «Get Lucky»               | Bangalter, De Homem-Christo, Rodgers, Ph. Williams                                          | 6:08     |  |
| 9.    | «Beyond»                  | Bangalter, Caswell, De Homem-Christo, P. Williams                                           | 4:50     |  |
| 10.   | «Motherboard»             | Bangalter, De Homem-Christo                                                                 | 5:41     |  |
| 11.   | «Fragments of Time»       | Bangalter, De Homem-Christo, Todd Imperatrice                                               | 4:39     |  |
| 12.   | «Doin' It Right»          | Bangalter, De Homem-Christo, Noah Lennox                                                    | 4:11     |  |
| 13.   | «Contact»                 | Bangalter, De Homem-Christo, Stéphane Quême, Garth Porter, Tony Mitchell, Daryl Braithwaite | 6:21     |  |
| 74:24 |                           |                                                                                             |          |  |

| Edición japonesa con pista adicional |           |                             |          |  |
| N.º                                  | Título    | Escritor(es)                | Duración |  |
| 14.                                  | «Horizon» | Bangalter, De Homem-Christo | 4:24     |  |
| 78:49                                |           |                             |          |  |

| Deluxe box set edition bonus tracks |                               |                                                         |          |  |
| N.º                                 | Título                        | Escritor(es)                                            | Duración |  |
| 15.                                 | «Get Lucky» (Daft Punk Remix) | Bangalter, De Homem-Christo, Rodgers, Pharrell Williams | 10:33    |  |
| 89:22                               |                               |                                                         |          |  |

## Personal
| Artistas Destacados - Daft Punk - vocales, sintetizador modular, teclados, guitarras, producción y dirección conceptual artística - Noah Lennox - vocales en el track 12 - Julian Casablancas - vocales, guitarrista líder y coproductor en el track 5 - Todd Edwards - vocales y coproductor en el track 11 - DJ Falcon - sintetizador modular (junto con Daft Punk) y coproductor en el track 13 - Chily Gonzales - sintetizadores en el track #1, y piano en el track 4 - Giorgio Moroder - voz en el track 3 - Nile Rodgers - guitarras en los tracks 1, 6, 8 - Paul Williams - vocales y letras en el track 7, letras en el track 9 - Pharrell Williams - vocales en los tracks 6 y 8 | Músicos adicionales - Greg Leisz - Guitarra Pedal Steel y Guitarra Lap Steel en los tracks 1-3, 7-11 y 14 - Chris Caswell - teclados en los tracks 1-4, 7-11 y 14, Orquestación y arreglos - Paul Jackson, Jr. - Guitarras en los tracks 1-3, 7-11 y 14 - Nathan East - Bajo eléctrico en los tracks 1-6, 8, 11 y 14 - James Genus - Bajo eléctrico en los tracks 3, 7, 9-11 y 13 - John "JR" Robinson - Batería en los tracks 1-6 y 14 - Omar Hakim - Batería en los tracks 3, 7-11 y 13 - Quinn - Percusión en los tracks 1, 3-5, 7, 10 y 11 - Thomas Bloch - Ondas Martenot en el track 7; cristal baschet en el track 10 |

Producción
- Bob Ludwig - Masterización
- Chab (Antoine Chabert) - Masterización
- Paul Hahn - Administración
- Cédric Hevert - director creativo, cover art
- Warren Fu - diseñador de la carátula frontal, ilustraciones
- Mick Guzauski - Grabación, Ingeniero de Mezcla
- Peter Franco - Ingeniero de Grabación
- Florian Lagatta - Ingeniero de Grabación
- David Lerner - Ingeniero de Grabación Digital

## Posicionamiento en listas y certificaciones
| País            | Lista (2013)                 | Mejor posición |
| --------------- | ---------------------------- | -------------- |
| Alemania        | German Albums Chart          | 1              |
| Australia       | Australian Albums Chart      | 1              |
| Bélgica         | Belgian Albums Chart Flandes | 1              |
| Bélgica         | Belgian Albums Chart Valonia | 1              |
| República Checa | Czech Albums Chart           | 1              |
| Escocia         | Scottish Albums Chart        | 1              |
| Eslovenia       | Slovenian Albums Chart       | 23             |
| España          | Spanish Albums Chart         | 1              |
| Estados Unidos  | Billboard 200                | 1              |
| Estados Unidos  | Dance/Electronic Albums      | 1              |
| Finlandia       | Finnish Albums Chart         | 1              |
| Grecia          | Greek Albums Chart           | 12             |
| Hungría         | Hungarian Albums Chart       | 1              |
| Irlanda         | Irish Albums Chart           | 1              |
| Italia          | Italian Albums Chart         | 1              |
| México          | Mexican Albums Chart         | 1              |
| Nueva Zelanda   | New Zealand Albums Chart     | 1              |
| Países Bajos    | Dutch Albums Chart           | 2              |
| Reino Unido     | UK Albums Chart              | 1              |
| Suecia          | Swedish Albums Chart         | 2              |
| Suiza           | Swiss Albums Chart           | 1              |

| País           | Organismo certificador | Certificación | Ventas  | Ref.   |
| -------------- | ---------------------- | ------------- | ------- | ------ |
| Alemania       | BVMI                   | Oro           | 100 000 | [ 64 ] |
| Australia      | ARIA                   | Platino       | 70 000  | [ 65 ] |
| Austria        | IFPI Austria           | Oro           | 10 000  | [ 66 ] |
| Bélgica        | BEA                    | Oro           | 15 000  | [ 67 ] |
| Dinamarca      | IFPI Dinamarca         | Oro           | 10 000  | [ 68 ] |
| España         | PROMUSICAE             | Oro           | 20 000  | [ 69 ] |
| Estados Unidos | RIAA                   | 2× Platino    | 2 000   | [ 70 ] |
| Italia         | FIMI                   | Platino       | 60 000  | [ 71 ] |
| México         | AMPROFON               | 3× Platino    | 180 000 | [ 72 ] |
| Nueva Zelanda  | RIANZ                  | Oro           | 7 500   | [ 73 ] |
| Reino Unido    | BPI                    | Platino       | 300 000 | [ 74 ] |
| Suecia         | GLF                    | Oro           | 20 000  | [ 75 ] |
| Suiza          | IFPI Suiza             | Platino       | 30 000  | [ 76 ] |